# Río Chucunaque
Der Río Chucunaque ist ein Fluss in der panamaischen Provinz Darién und mit einer Länge von 231 km der längste Fluss Panamas.
Zuflüsse des Chucunaque sind der Río Chico und der Chiatí.
Der Chucunaque fließt bei dem Ort Yaviza mit dem Fluss Rio Yaviza zusammen. Die beiden Flüsse bilden einen wichtigen Zufluss für den Río Tuira, welcher der breiteste Fluss Panamas ist und in den Pazifik mündet.